# كأس أوروبا للكرة الطائرة للسيدات 1962–63
بطولة أوروبا للسيدات للكرة الطائرة لعامي 1962-1963 كانت النسخة الثالثة من المسابقة الرسمية لأبطال أوروبا الوطنيين للسيدات في الكرة الطائرة. تنافست فيها أحد عشر فريقًا، مع ظهور لأول مرة لـ ألمانيا الغربية، وتم إعادة تفعيل مرحلتي ربع النهائي ونصف النهائي بدلاً من مرحلة المجموعات في النسخة السابقة. هزم نادي WVC دينامو موسكو فريق AZS وارسو ليفوز بلقبه الثاني.

## الجولة التمهيدية
| الفريق #1      | المجموع. | الفريق #2          | 1st | 2nd |
| -------------- | -------- | ------------------ | --- | --- |
| مونبلييه يو سي | 6–0      | سي دي يو إل لشبونة | 3–0 | 3–0 |
| دينامو برلين   | ?–?      | غلطة سراي          | 3–0 | ?–? |
| دينامو براغ    | ?–?      | إل في سي هانوفر    | 3–1 | ?–? |

## الدور ربع النهائي
| الفريق #1           | المجموع | الفريق #2                   | الأول | الثاني |
| ------------------- | ------- | --------------------------- | ----- | ------ |
| دينامو براغ         | ?–?     | مونبلييه يو سي              | ?–?   | ?–?    |
| دينامو موسكو        | 6–1     | دينامو برلين                | 3–0   | 3–1    |
| ليفيسكي صوفيا       | 6–1     | فاساس-تيربو بودابست         | 3–0   | 3–1    |
| النجم الأحمر بلغراد | ?–?     | إيه زد إس-آ دابليو إف وارسو | ?–?   | ?–?    |

## الدور نصف النهائي
| الفريق #1     | المجموع | الفريق #2                    | الذهاب | الإياب |
| ------------- | ------- | ---------------------------- | ------ | ------ |
| دينامو براغ   | 3–5     | دينامو موسكو                 | 0–3    | 3–2    |
| ليفيسكي صوفيا | 4–6     | إيه زد إس-إيه دبليو إف وارسو | 2–3    | 2–3    |

## النهاية
| الفريق #1    | المجموع | الفريق #2               | الأولى | الثانية |
| ------------ | ------- | ----------------------- | ------ | ------- |
| دينامو موسكو | 6–3     | AZS-أيه دبل يو إف وارسو | 3–1    | 3–2     |

| بطولة أوروبا للكرة الطائرة للسيدات أبطال 1962-63 |
| ------------------------------------------------ |
| دينامو موسكو اللقب الثاني                        |